# Great Kimble
Great Kimble är en by i civil parish Great and Little Kimble cum Marsh, i kommunen Buckinghamshire, i England. Byn är belägen 30,8 km från Buckingham. Orten har 716 invånare (2015). Great Kimble var en civil parish fram till 1885 när blev den en del av Great & Little Kimble. Civil parish hade 422 invånare år 1881. Byn nämndes i Domedagsboken (Domesday Book) år 1086, och kallades då Chenebella.